# Keita Yamashita
Keita Yamashita (山下 敬大 Yamashita Keita?), född 13 mars 1996 i Fukuoka prefektur, är en japansk fotbollsspelare.
Yamashita började sin karriär 2018 i Renofa Yamaguchi FC. Han spelade 72 ligamatcher för klubben. 2020 flyttade han till JEF United Chiba.